# 五爪龍

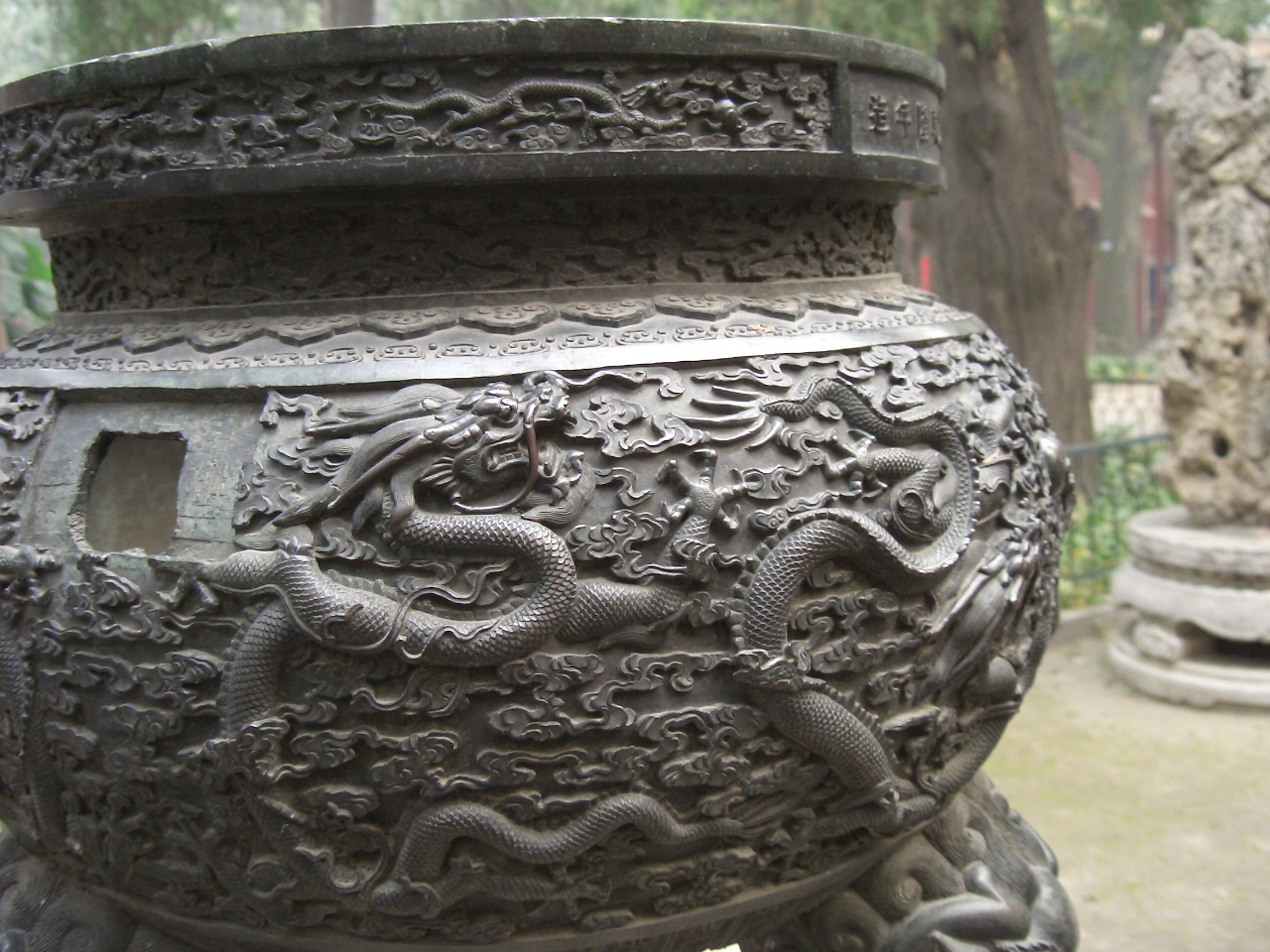
孔廟香爐上的五爪金龍

五爪龍在元明清時代為中國皇帝的標誌，只能由皇帝使用。其他皇室人員以及地方需要用到龍形的時候，只能使用“四爪龍”，服饰称为蟒袍，不称龙袍。

## 起源
龍的起源並沒有一個固定的説法，現在研究認為起源於天文星象。

## 皇帝的標誌
中國历史在很长的时间里，龙并非皇室专用，直至元朝规定雙角五爪的龍形象由皇帝專用，其它三爪、四爪的龍紋民間可以使用。而明朝则禁止民間使用龍紋，同時對大臣朝服的圖案也作了規定，然而常有僭越。《大清會典》规定，親王繡五爪金龍，郡王繡五爪行龍，貝勒貝子、固倫、額駙、公、侯、伯繡四爪正蟒。东亚其他国家中，琉球龍四爪，日本龍三爪，不丹龙三爪，這是由於古代中國皇帝對於周邊國家的限制。越南對外稱王，對內稱帝，也使用五爪龍。朝鮮初期為龍四爪，直到朝鮮世宗31年9月《李朝實錄》記載，帝賜五爪龍服、世子服四爪龍，朝鮮高宗稱帝、建立大韓帝國後，仍用五爪龍。